# Rafael-José Díaz
Rafael-José Díaz (Santa Cruz de Tenerife, 1971) es un escritor y traductor español en lengua castellana. Es licenciado en filología hispánica por la Universidad de La Laguna, con Premio Extraordinario de Fin de Carrera, y ha sido becario del Consejo Superior de Investigaciones Científicas. También dirigió la revista Paradiso entre 1993 y 1994. Entre 1995 y 1998 fue lector de español en la Universidad de Jena y entre 1998 y 2000 en la Universidad de Leipzig. En 2022 fue el único escritor español becado por la prestigiosa Fondation Jan Michalski (Suiza) para desarrollar un proyecto de escritura y traducción. El 10 de octubre de 2023 recibió la Orden Alejo Zuloaga Egusquiza de la Universidad de Carabobo (Venezuela). 
Ha sido, además, galardonado con el Premio de Poesía Tomás Morales y con el Premio de Poesía Pedro García Cabrera. En 2014 participó en la Feria Internacional del Libro de Guadalajara. En agosto de 2018 fue invitado por la Fundación Pablo Neruda a leer sus poemas en Santiago de Chile y Valparaíso. Y en noviembre del mismo año fue invitado a participar en la III Feria del Libro del Oeste de Caracas, celebrada en la Universidad Católica Andrés Bello. En 2019 presentó en Bogotá, Copenhague y Santo Domingo su antología Umbrales donde apenas llega la luz. Entre 2019 y 2022 presidió la Sección de Literatura y Teatro del Ateneo de La Laguna, desde la que llevó a cabo numerosas iniciativas culturales. En octubre de 2023 fue invitado a participar en la Feria Internacional del Libro de la Universidad de Carabobo (FILUC).

## Trayectoria
Rafael-José Díaz es licenciado en Filología Hispánica por la Universidad de La Laguna. Al terminar sus estudios fue becario del Consejo Superior de Investigaciones Científicas en Madrid. Dirigió entre 1993 y 1994 la revista Paradiso. Fue lector de español en la Universidad de Jena (1995-1998) y en la Universidad de Leipzig (1998-2000).
Ha publicado siete libros de poesía hasta la fecha: El canto en el umbral, Llamada en la primera nieve, Los párpados cautivos, con el que obtuvo el premio Tomás Morales de poesía 2002, Moradas del insomne, Antes del eclipse, Detrás de tu nombre y Un sudario. En 2007 una antología de sus poemas fue traducida al francés bajo el título Le Crépitement, volumen que se publicó con un prefacio de Philippe Jaccottet. Y en 2012 reunió su poesía publicada hasta entonces en un libro titulado La crepitación.  
Ha colaborado con los pintores Jesús Hernández Verano, Vicente Rojo, Gonzalo González y Fernando Álamo con poemas publicados en las carpetas tituladas, respectivamente, Las cuerdas invisibles, La azotea-Réquiem, Jardín del horizonte y Un personaje para Bibli.
Ha sido incluido en las antologías Paradiso, La otra joven poesía española, Los transeúntes de los ecos, Poesía pasión, Campo abierto, Última poesía española (1990-2005), La inteligencia y el hacha y Poesía canaria actual (A partir de 1980).
También ha frecuentado la prosa diarística en La nieve, los sepulcros, y la ensayística en una compilación de ensayos literarios publicados en 2007, Rutas y rituales.
En 2009 escribió un conjunto de prosas en Tenerife: Insolaciones, nubes. Por otra parte, entrega un primer libro de relatos, Algunas de mis tumbas, 2009. En 2014 publicó su primera novela, El interior del párpado, concebida como un conjunto de fragmentos de una autobiografía ficticia. En 2015 publicó un conjunto de prosas misceláneas titulado Las transmisiones. Veinticuatro lugares y una carta. En su blog 'Travesías' publica regularmente textos breves en prosa.
En 2014 participa, invitado por la Fundación Biblioteca Virtual Miguel de Cervantes, la Cátedra Vargas Llosa y la propia FIL Guadalajara, en la Feria Internacional del Libro de Guadalajara (México).
En julio de 2022 obtuvo una beca de residencia en la Fondation Jan Michalski para la escritura y la literatura (Suiza).  
Después de residir en la villa de Agüimes (Gran Canaria) y en Madrid, ejerce de profesor de Lengua Castellana y Literatura desde 2015 en el IES Teobaldo Power de Santa Cruz de Tenerife, pasando a ser Jefe del Departamento de la asignatura a partir del curso 2016-2017.
En 2016 Rafael-José Díaz publicó en la editorial peruana Vallejo & Co la antología Identikit. Muestra de poesía española reciente, donde incluyó obras de doce poetas jóvenes españoles.
Por otra parte, ha traducido del francés, del catalán, del alemán y del italiano. Ha vertido la obra de Gustave Roud, Philippe Jaccottet (muy especialmente), Jacques Ancet, Hermann Broch, Arthur Schopenhauer, Fabio Pusterla, William Cliff y Ramón Xirau, Pierre Klossowski y Maurice Chappaz, entre otros.

## Valoraciones
La obra de Rafael-José Díaz, en palabras del poeta y crítico Lázaro Santana, "toma como punto de partida la realidad para hacerla ver distinta, única, aunque la experiencia que trasmite podamos compartirla o, incluso, ser también la nuestra". Se trata, según Francisco-Javier Hernández Adrián, profesor de la Duke University en Carolina del Norte, de "un poeta raro, en absoluto predecible, que muestra cómo la poesía, en esta voz poética, celebra de manera extraordinaria la vida del lenguaje, de la imaginación y de la más íntima verdad".
En opinión del poeta mexicano Julio Trujillo, "Rafael-José Díaz cree, pues así nos lo hace saber en reiteradas ocasiones, en esos momentos aparentemente anodinos que, bien mirados, salvan constantemente al mundo. Son pura fugacidad: unas nubes que pasan y que la luz de la luna contornea, unas golondrinas velocísimas, el recuerdo de un rostro entrañable, una silueta en la cama, momentos que ya sucedieron (o que en algunos casos están por suceder) y que nos devuelven a nosotros mismos, en soledad, transformados ya en pensamiento, en un pensamiento que es el auténtico teatro de las representaciones."
En palabras de Philippe Jaccottet en su prefacio a Le Crépitement —antología bilingüe de la poesía de Rafael-José Díaz publicada en Francia en 2007—, sus poemas se componen de "palabras claras y simples pero que, en su curso tranquilo, llegan casi a alcanzar ese umbral oscuro que sólo pueden mostrar sin atravesarlo".

Rafael-José Díaz no podía menos que abandonarse al asombro cotidiano de nombrar el cuerpo iluminado en el poema, paisaje erotizado donde la palabra busca un nuevo hábitat, vislumbrar los límites de lo decible. Procura cercar el sentido y sonríe al ver cómo se escapa nuevamente. El lenguaje, el cuerpo, la luz. Los iguala que sean todos inasibles. Dejarse cautivar, preservar la mirada bajo el párpado.
Iván Méndez González

Carlos Javier Morales subrayó la importancia del erotismo en su obra Antes del eclipse (Pre-Textos, 2007).

El amor erótico [...] ha dejado tras de sí una sucesión de rostros que se superponen en la memoria, cuyo recuerdo llega a satisfacer al espíritu
Carlos Javier Morales

## Galardones
- Premio de Poesía Tomás Morales 2002 por su obra Los párpados cautivos.[12]
- Premio de Poesía Pedro García Cabrera 2007 por su obra Detrás de tu nombre.[13]

- Orden Alejo Zuloaga Egusquiza de la Universidad de Carabobo (Venezuela).

## Obra
Poesía
- El canto en el umbral. Editorial Calambur, Madrid, 1997.
- Llamada en la primera nieve. Editorial La Palma, Madrid, 2000.
- Los párpados cautivos. Cabildo Insular de Gran Canaria. Departamento de ediciones, Gran Canaria, 2003.
- Moradas del insomne. Editorial La Garúa, Santa Coloma de Gramenet, 2005.
- Antes del eclipse (2003-2005). Pre-Textos, Valencia, 2007.
- Detrás de tu nombre. Cajacanarias, Tenerife, 2009.[14]
- La crepitación. Poesía reunida 1991-2006. Editorial La Garúa, Santa Coloma de Gramenet, 2012.
- Un sudario. Pre-Textos, Valencia, 2015.
- Umbrales donde apenas llega la luz (antología poética). Editorial El Taller Blanco, Colombia, 2019.
- Bajo los párpados de quien se aleja. Pre-Textos, Valencia, 2021.
- Y le sopla en los ojos para que vuelva a mirar. Ediciones Altazor, Chile, 2021. Con fotografías de Valle Martín.
- La penúltima agua. Editorial Mercurio, Madrid, 2022.
- La montaña de barro. Editorial El sastre de Apollinaire, Madrid, 2023.
- Las pertenencias. RIL editores, Chile, España, Colombia, 2025.

Narrativa
- Algunas de mis tumbas. Ediciones Idea, Tenerife, 2009.
- Disolución. Léucade, Tenerife, 2012.
- El interior del párpado. ATTK Editores, Gran Canaria, 2014.[15]
- Las transmisiones. Veinticuatro lugares y una carta. Editorial Polibea, colección La espada en el ágata, Madrid, 2014.
- El letargo. Colección La playa del ojo, Tenerife, 2016.
- De un modo enigmático. Ediciones Franz, Madrid, 2020. Con dibujos de Jesús Hernández Verano.
- Duérmete, cuerpo mordido. Editorial Mercurio, Gran Canaria, 2022.
- Luz que se escapa. RIL Editores, Chile, España, Colombia, 2022.

Diarios
- La otra tierra (marzo-diciembre de 1995). Editorial Ultramarino, Gran Canaria, 2004.
- Las laderas del rostro (enero-marzo de 1996). Colección La fragua de Vulcano, Tenerife, 2004.
- Al pie de las constelaciones, Colección La playa del ojo, Tenerife, 2004.
- La nieve, los sepulcros: diarios (abril de 1996-septiembre de 1997). Ediciones Idea, Tenerife, 2005.
- Dos o tres labios (Ocho cuadernos de un diario, 1998-2006). Editorial Verbum, Madrid, 2018.

Ensayos
- Rutas y rituales. Ediciones Idea, Tenerife, 2007.
- Al borde del abismo y más allá. Gustave Roud, Anne Perrier, Philippe Jaccottet. Editorial Mercurio, Colección Sobrescritos, Gran Canaria, 2019.

Libros en colaboración con pintores
- Las cuerdas invisibles, en colaboración con Jesús Hernández Verano. Colección El Resplandor, Tenerife, 1996.
- La azotea-Réquiem, en colaboración con el pintor Vicente Rojo. Ateneo de La Laguna, Tenerife, 2001.
- Jardín del horizonte, con Gonzalo González, Tabacos Cita, Tenerife, 2006.
- Insolaciones, nubes, con José Herrera, Polibea, Colección Los conjurados, Madrid, 2010.[16]
- Un personaje para Bibli, con Fernando Álamo, Espacio Bibli, Tenerife, 2014. [Edición artesanal de 60 ejemplares numerados, cada uno de ellos con una obra original de Fernando Álamo]

Libreto de ópera
- Por surcos calcinados. Poema dramático en diez cuadros. Libreto de la ópera de cámara de Samuel Aguilar estrenada el 4 de noviembre de 2022 en el Teatro El Salinero (Arrecife) con motivo del centenario de José Saramago.

Traducción
- A la luz del invierno de Philippe Jaccottet. Editorial Calima, Palma de Mallorca, 1997.
- Naturalezas vivas de Ramón Xirau. Editorial El Tucán de Virginia, México, 1997.
- Dos prosas de Philippe Jaccottet. Colección La playa del ojo, Tenerife, 2001.
- Antología personal de Philippe Jaccottet. Editorial Igitur, Tarragona, 2002.
- A través de un vergel de Philippe Jaccottet. Editorial Ultramarino, Gran Canaria, 2003.
- Bajo la montaña de Jacques Ancet. Editorial Bartleby, Madrid, 2004.
- Réquiem de Gustave Roud. Editorial Ultramarino, Gran Canaria, 2004.
- Cuaderno de verdor de Philippe Jaccottet. Editorial Bartleby, Madrid, 2005.
- Para un cosechador de Gustave Roud. Editorial La Garúa, Santa Coloma de Gramanet, 2005.
- El mundo como voluntad y representación de Arthur Schopenhauer. Editorial Akal, Madrid, 2005.
- El descanso del jinete de Gustave Roud. Ediciones Trea, Gijón, 2006.
- Los cormoranes de Philippe Jaccottet. Cuadernos del Noroeste, IES Lancia, León, 2006.
- El ignorante. Poemas (1952-1956) de Philippe Jaccottet. Editorial Pre-Textos, Valencia, 2006.[17]
- La oscuridad (relato) de Philippe Jaccottet. Artemisa ediciones, Tenerife, 2006.
- En mitad de la vida de Hermann Broch. Editorial Igitur, Tarragona, 2007.
- Cartas a Betty de Pierre Klossowski. Círculo de Bellas Artes, Madrid, 2007.
- Cantos de abajo de Philippe Jaccottet. Círculo de Bellas Artes, Madrid, 2007.
- Bocksten de Fabio Pusterla. Ediciones Quálea, Santander, 2008.
- Y, sin embargo de Philippe Jaccottet. Ediciones Trea, Gijón, 2010.
- Aires de Philippe Jaccottet. Fundación Ortega Muñoz, Badajoz, 2010.
- L'entrelangues / Entrelenguas de Jacques Ancet y Juan Gelman. Éditions Al Manar, París, 2010.
- El pan cotidiano de William Cliff. Editorial Pre-Textos, Valencia, 2010
- El paseo bajo los árboles de Philippe Jaccottet. Cuatro Ediciones, Valladolid, 2011.
- La alta ruta de Maurice Chappaz. Editorial Periférica, Cáceres, 2017.
- El libro de Ofelia de Anne Perrier. Editorial Polibea, Madrid, 2020.

Antologías
- Paradiso. Siete poetas realizada por Andrés Sánchez Robayna. Editorial Syntaxis, Tenerife, 1994.
- Los transeúntes de los ecos. Antología de poesía contemporánea en Canarias. Editorial Arte y Literatura, La Habana, 2001.
- La otra joven poesía española por Francisco León y Alejandro Krawietz. Editorial Igitur, Tarragona, 2003.
- Poesía pasión. Doce jóvenes poetas españoles por Eduardo Moga. Libros del Innombrable, Zaragoza, 2005.
- Campo abierto. Antología del poema en prosa en España (1990-2005) por Marta Agudo y Carlos Jiménez Arribas. DVD Ediciones, Barcelona, 2005.
- Última poesía española (1990-2005) por Rafael Morales Barba. Editorial Marenostrum, Madrid, 2007.
- Por dónde camina la poesía española. Revista Letra Internacional. Número 98. Primavera de 2008. Fundación Pablo Iglesias, Madrid ISSN 0213-4721.
- La inteligencia y el hacha. Un panorama de la generación poética de 2000 por Luis Antonio de Villena. Editorial Visor, Madrid, 2010.
- Poesía canaria actual (A partir de 1980) por Miguel Martinón. Ediciones Idea, Tenerife, 2010.
- "Cinq poètes des Canaries" en la Revue de Belles-Lettres, Lausana, Suiza, 2014. Presentación de Mario Domínguez Parra y traducción de Jacques Ancet.
- Poesía canaria actual (1960-1992), por Cecilia Domínguez Luis. Ediciones de La Manzana Poética, Córdoba, 2016.
- De la intimidad. Antología poética en homenaje a Teresa de Jesús. Edición de Noelia López Souto y Borja Cano Vidal. Editorial Renacimiento, Sevilla, 2019.
- Poemas a Valente. Introducción y edición de Saturnino Valladares. Universidade de Santiago de Compostela, 2019.
- Mi casa el mar. Diez poetas actuales de Canarias. Edición de Patricio González e Ismael Gavilán. Ediciones Altazor, Chile, 2020.
- Poemas para combatir el coronavirus. Edición de Juan Luis Calbarro y Miriam Maeso. IES Ágora (Alcobendas) y Los Papeles de Brighton, Madrid, 2021.